# 무언극

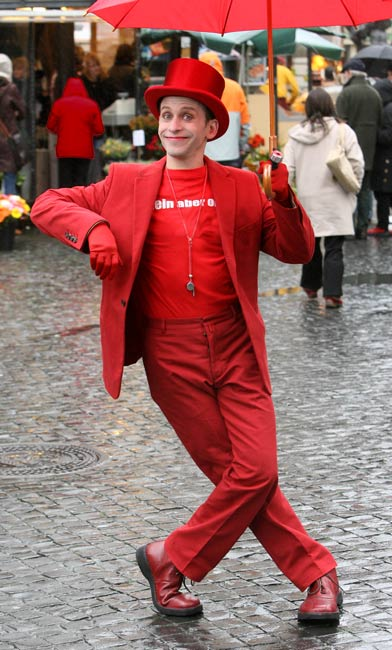
무언극 Pablo Zibes

무언극(無言劇) 또는 마임(영어: mime ←그리스어 μῖμος mimos "모방자, 배우"에서 유래)은 연극과 연기의 한 형식으로, 언어를 쓰지 않고 몸짓과 표정으로만 하는 것을 말한다.

## 개요
무언극은 거리 공연으로도 많이 볼 수 있는 표현 방법으로 실제로는 없는 벽이나 문, 계단, 에스컬레이터, 로프, 풍선 등이 마치 그 자리에 있는 것처럼 몸짓을 하는 것이다. 팬터마임(Pantomime)이라고도 하는데, 팬터마임은 미국 등을 제외한 영어권에서는 주로 크리스마스에 어린이가 연기하는 코미디 요소가 강한 전통 놀이를 가리킨다.

## 같이 보기
- 립싱크
- 팬터마임
- 파핑